# 穆罕默德之印

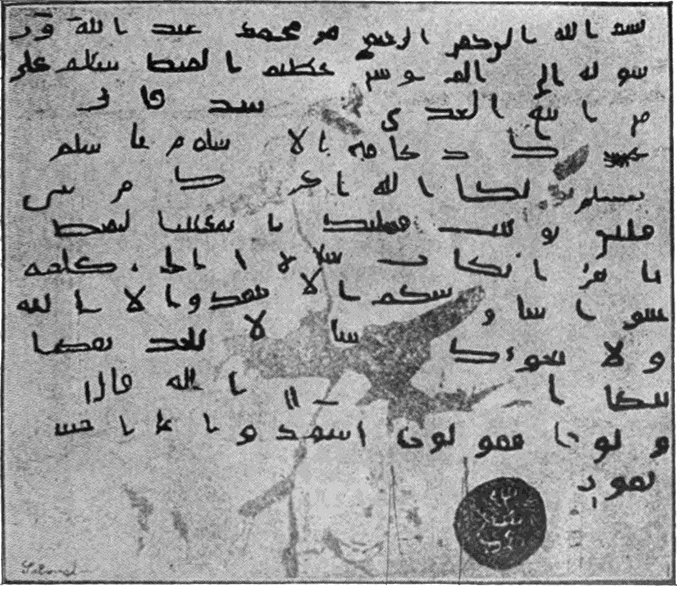
穆罕默德寄給埃及總督穆高格(Al-Muqawqis)信件上的圓形印記（1904年拍攝）

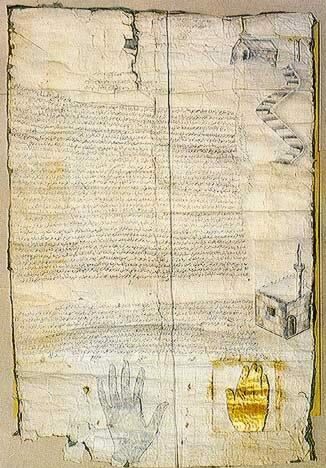
留有先知穆罕默德的手型印章的穆罕默德和平書, 保護 聖凱薩琳修道院的同意書.

穆罕默德之印（阿拉伯语：‎），徽章为圆形金边，上加白色清真言：
‎

“万物非主，唯有真主，穆罕默德是安拉的使者”
徽章中央为白色；金边印章穆罕默德之印：
‎

“安拉的使者，穆罕默德”